# Orrell and Ford

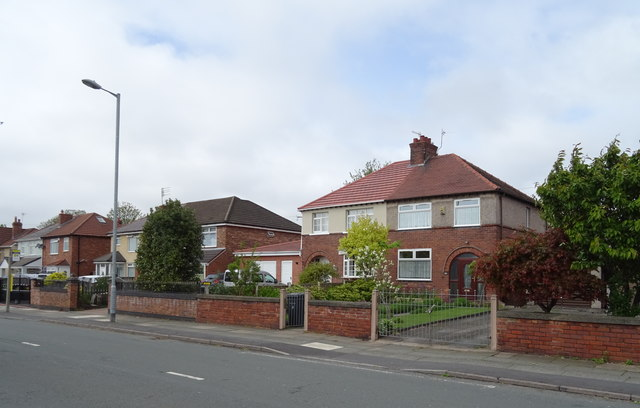
Orrell

Orrell and Ford var en civil parish från 1866 till 1905 då den blev en del av Orrell och Ford, i grevskapet Lancashire (nu Merseyside), i England. Denna civil parish hade 2 104 invånare år 1901.